# 3 Commando Brigade
La 3 Commando Brigade è l'unità militare organica delle Forze armate britanniche che raccoglie le principali formazioni operative di fanteria di marina del corpo dei Royal Marines, oltre a unità di supporto provenienti dai Royal Engineers, dalla Royal Artillery e dalla Fleet Air Arm.
Costituita in piena seconda guerra mondiale nel febbraio 1942 come 3rd Special Service Brigade dei British Commandos, l'unità prese parte alla fase finale della campagna birmana contro i giapponesi; unica formazione dei British Commandos a non essere sciolta al termine del conflitto, la forza assunse la denominazione di 3 Commando Brigade ("3ª Brigata commando") e passò ai Royal Marines, divenendo il raggruppamento dei principali elementi combattenti del corpo. La brigata o suoi elementi distaccati presero poi parte a tutti i più importanti conflitti sostenuti dal Regno Unito dalla fine del secondo conflitto mondiale, come la crisi di Suez, la guerra delle Falkland, la guerra in Afghanistan e la guerra in Iraq.

## Storia

### La seconda guerra mondiale

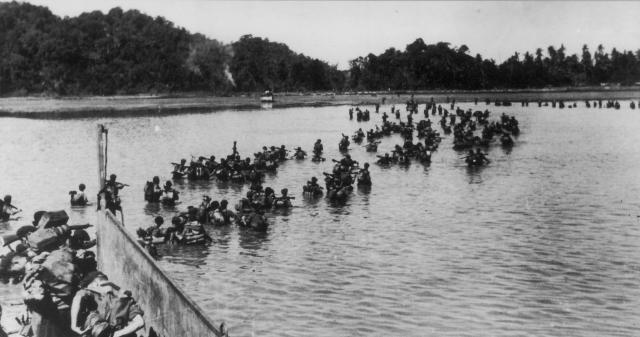
Elementi della 3rd Special Service Brigade prendono terra da un mezzo da sbarco durante le operazioni in Birmania

Progenitore della 3 Commando Brigade fu la 3rd Special Service Brigade, formazione creata il 14 febbraio 1942 nell'ambito di una più vasta riorganizzazione del corpo dei British Commandos volta a trasformare queste unità dall'originale funzione di incursori specializzati in colpi di mano dietro le linee nemiche in più convenzionali reparti di fanteria d'élite e truppe d'assalto; inizialmente agli ordini del generale di brigata D. I. Nonweiler, l'unità fu ottenuta dall'accorpamento di quattro "commando" (unità delle dimensioni di un battaglione), il No. 1 e No. 5 Commando del British Army e il No. 42 e il No. 44 Commando dei Royal Marines. L'unità si imbarcò per l'India alla fine del 1943, per poi entrare in azione contro i giapponesi in Birmania; il reparto cambiò nome in 3 Commando Brigade il 6 dicembre 1944, abbandonando la dizione "Special Service" mai particolarmente amata per via della sua assonanza con le SS della Germania nazista.
La brigata partecipò alle operazioni della campagna di Birmania e, nel gennaio 1945, fu impegnata in una serie di duri scontri noti come battaglia della Collina 170, conquistando e mettendo in sicurezza la penisola di Myebon nella regione dell'Arakan; l'unità fu poi ritirata in India per prepararsi alla progettata invasione anfibia della Malaysia (operazione Zipper), ma con la resa del Giappone conseguente i bombardamenti atomici di Hiroshima e Nagasaki l'azione fu cancellata e la brigata fu inviata a Hong Kong per assistere alla resa della guarnigione giapponese e ristabilire il controllo britannico sulla colonia.

### Anni 1950-60: Suez, Malesia e Aden
Con la fine della seconda guerra mondiale la grande maggioranza dei reparti di British Commandos andò incontro a uno scioglimento, ma venne deciso che tutte le unità superstiti fossero concentrate nei Royal Marines e che tutti i componenti delle unità operative del corpo ricevessero l'addestramento da commando; la 3 Commando Brigade fu l'unica delle originarie quattro "Special Service Brigade" a sopravvivere allo scioglimento, e nel 1946 fu riorganizzata su tre unità operative: il 40, 42 e 45 Commando.

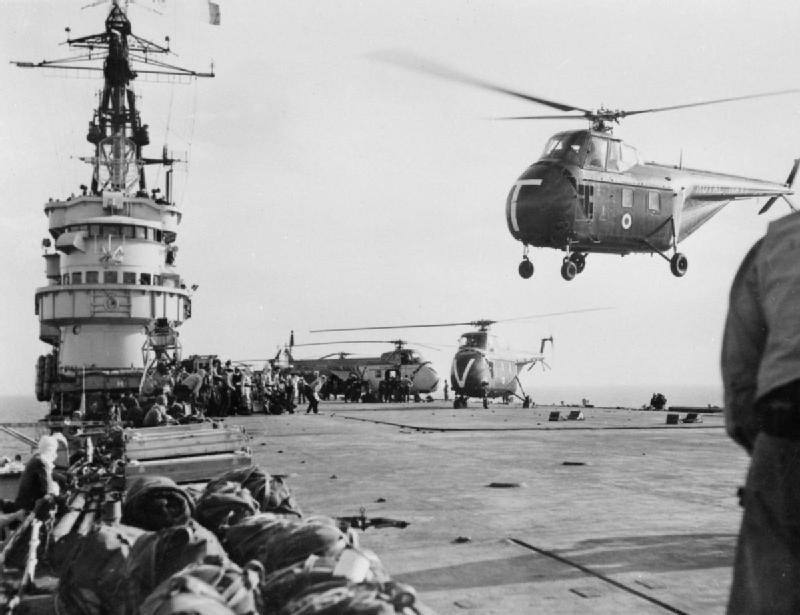
Membri del 45 Commando salgono sui Westland Whirlwind della durante gli eventi della crisi di Suez

Dopo un dispiegamento nella zona del canale di Suez, nel 1949 la brigata fu trasferita a Hong Kong come riserva strategica per operazioni nella regione dell'Estremo Oriente; a partire dal 1950 elementi della 3 Commando Brigade furono impegnati in Malesia durante la cosiddetta "emergenza malese", il contrasto al movimento guerrigliero comunista malese ostile alla dominazione coloniale britannica, mentre nell'agosto di quell'anno da volontari della brigata venne formato il 41 (Independent) Commando, unità impiegata per incursioni anfibie e operazioni di sabotaggio dietro le linee nemiche nel corso della guerra di Corea. Il 41 Commando fu sciolto nel febbraio 1951, mentre la 3 Commando Brigade fu trasferita a Malta nel 1952 e assegnata alla riserva strategica per il Medio Oriente; tra il 1953 e il 1959 elementi della brigata si alternarono in operazioni di sicurezza e mantenimento dell'ordine nella zona del canale di Suez e poi a Cipro, dove i Royal Marines dovettero affrontare la guerriglia e gli attentati dei paramilitari greco-ciprioti dell'EOKA.
All'inizio del novembre 1956 l'intera 3 Commando Brigade fu assegnata all'operazione Musketeer, l'attacco congiunto anglo-francese all'Egitto durante gli eventi della cosiddetta "crisi di Suez": il 6 novembre il 40 e il 42 Commando attaccarono la città di Porto Said prendendo terra da mezzi anfibi della Royal Navy, mentre il 45 Commando divenne la prima unità delle forze armate britanniche a condurre un assalto elitrasportato sbarcando nella città da elicotteri Westland Whirlwind della Fleet Air Arm decollati dalla portaerei HMS Theseus, per poi ricongiungersi con i paracadutisti britannici e francesi scesi sull'aeroporto di El Gamil.

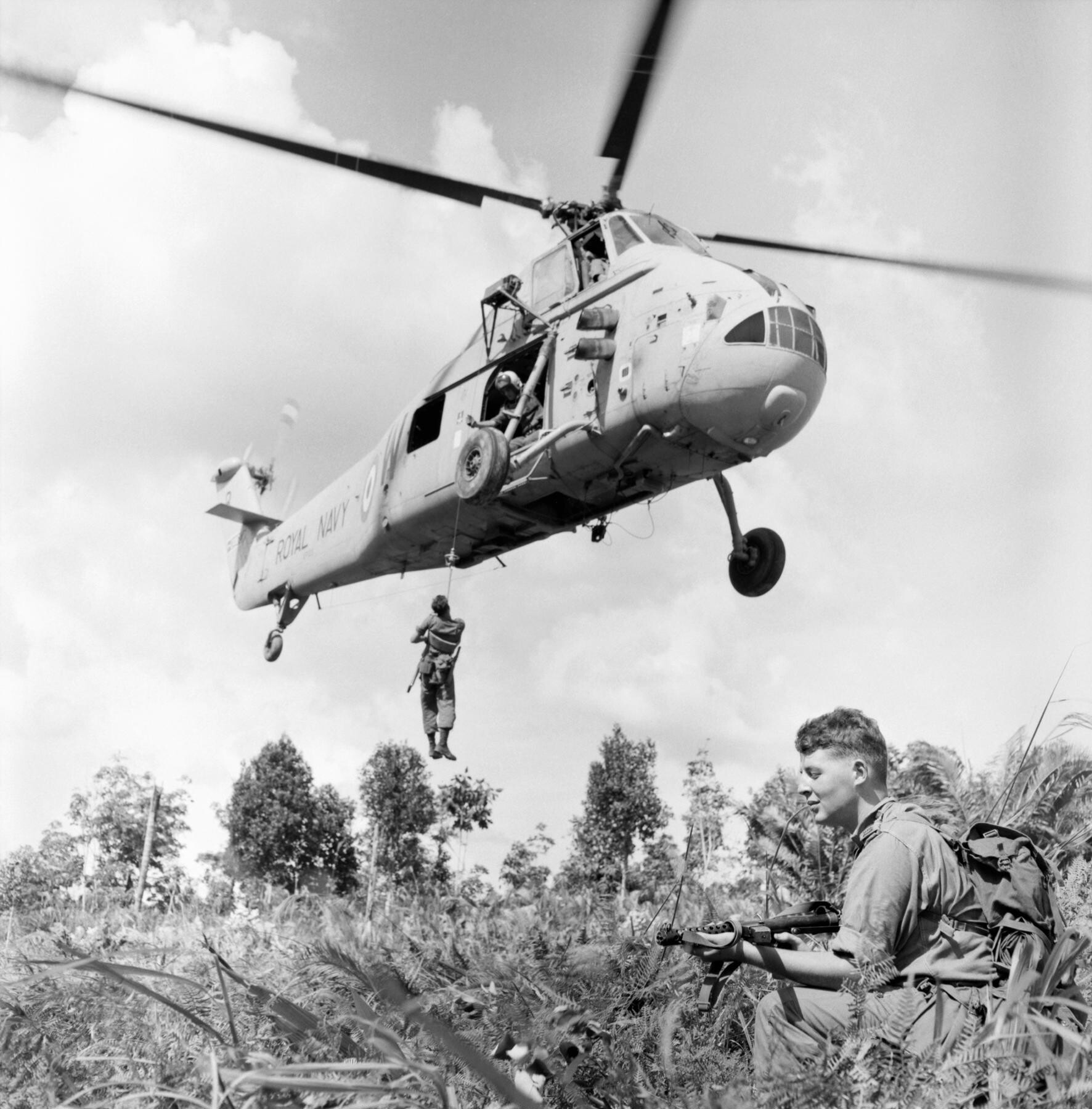
Truppe britanniche si calano da un elicottero Westland Wessex della Fleet Air Arm durante le operazioni nella giungla del Borneo

Nel 1961 il quartier generale della 3 Commando Brigade fu ricollocato a Singapore mentre il 42 e il 45 Commando vennero inviati a prendere parte all'operazione Vantage, uno spiegamento di forze britanniche in Kuwait per dissuadere il regime del confinante Iraq dall'intraprendere un'invasione; sempre nello stesso anno fu ricostruito a Plymouth il 43 Commando, unità specializzata nelle operazioni anfibie che tuttavia venne sciolta già nel 1968, mentre nel 1960 il 41 Commando fu riattivato come riserva strategica delle forze armate britanniche impiegabile ovunque nel mondo. A partire dal 1962 e fino al 1966 il 40 e il 42 Commando furono schierati nel Brunei per prendere parte al cosiddetto "confronto tra Indonesia e Malesia": i Royal Marines fecero parte di un contingente multinazionale composto da truppe provenienti da diversi paesi del Commonwealth intento a contrastare nella regione malese del Sarawak gli sconfinamenti dei gruppi paramilitari sostenuti dall'Indonesia prima e delle truppe regolari indonesiane poi, affrontando una serie di scontri e operazioni su piccola scala nel difficile teatro della giungla del Borneo; i due commando furono inoltre impiegati in missioni segrete di ricognizione e attacco al di là della frontiera contro le basi indonesiane nella regione del Kalimantan (operazione Claret).
Contemporaneamente allo spiegamento in Malesia, il 41 e il 45 Commando presero parte nel 1964 a missioni di mantenimento dell'ordine nelle colonie britanniche dell'Africa orientale, mentre nel 1965 il 45 Commando fu inviato ad Aden per contrastare i locali movimenti indipendentisti: nel corso della cosiddetta "emergenza di Aden", i Royal Marines e le altre unità britanniche dovettero affrontare una dura guerriglia contro gli insorti del National Liberation Front di stampo marxista e del Front for the Liberation of Occupied South Yemen appoggiato dall'Egitto di Nasser, sostenendo sia scontri campali nella regione arida e montuosa dei Radfan che combattimenti e operazioni di sicurezza in ambiente urbano nelle strade di Aden; il 42 Commando raggiunse poi il 45 Commando nel 1967 per coprire la ritirata finale delle forze britanniche.

### Anni 1970-80: Irlanda del Nord
Alla fine degli anni 1960 le forze armate britanniche andarono incontro a un vasto procedimento di riorganizzazione che comportò il ritiro di tutte le principali guarnigioni e spiegamenti di truppe nella regione dell'Estremo Oriente e del Golfo Persico; la 3 Commando Brigade lasciò Singapore nel 1971 per fare ritorno in Gran Bretagna: il quartier generale della brigata con il 40 e il 42 Commando fu posto nelle Stonehouse Barracks di Plymouth, con il 41 Commando a Malta per operazioni di emergenza nel bacino del Mediterraneo e il 45 Commando alla base RM Condor di Arbroath in Scozia per addestrarsi alla guerra in ambiente montano e artico, specialità poi estese anche agli altri Commando. La brigata fu quindi assegnata alla Allied Mobile Force, una formazione multinazionale della NATO incaricata, in caso di guerra contro il Patto di Varsavia, di rinforzare le Allied Forces Northern Europe nella Norvegia settentrionale.
Nel corso degli anni 1970 la brigata vide alternarsi missioni di addestramento invernale in Norvegia a periodici spiegamenti in Irlanda del Nord durante il periodo del conflitto nordirlandese; qui i Royal Marines dovettero affrontare la dura guerriglia dei gruppi paramilitari irlandesi come l'Official IRA, il Provisional IRA, l'Ulster Volunteer Force e altri: gli scenari tipici comprendevano operazioni di sicurezza in ambiente urbano in città come Belfast o Derry, e missioni di pattugliamento nelle campagne lungo il confine con la Repubblica d'Irlanda. La brigata mantenne la capacità di inviare propri contingenti in missione ovunque nel mondo: nel 1974 il 41 e il 40 Commando furono assegnati alla missione di peacekeeping delle Nazioni Unite a Cipro (UNFICYP), mentre nel 1979 il 42 Commando fu inviato a Hong Kong per mansioni di sicurezza interna. Il 41 Commando lasciò Malta per la Gran Bretagna nel 1977, venendo infine sciolto nel 1981; nel 1980 venne invece creata in seno alla brigata una formazione speciale, la "Comacchio Company Royal Marines" (nome riferito all'operazione Roast condotta dai British Commandos nelle Valli di Comacchio durante la seconda guerra mondiale), addestrata per operazioni di antiterrorismo in mare su navi o piattaforme petrolifere e per la protezione degli arsenali contenenti le testate nucleari della Royal Navy: la formazione assunse poi il nome di "Fleet Protection Group Royal Marines" (FPGRM) nel 1983 e di "43 Commando Fleet Protection Group Royal Marines" nel 2012, raccogliendo l'eredità del precedente 43 Commando e venendo quindi subordinata alla brigata.

### Nelle Falkland

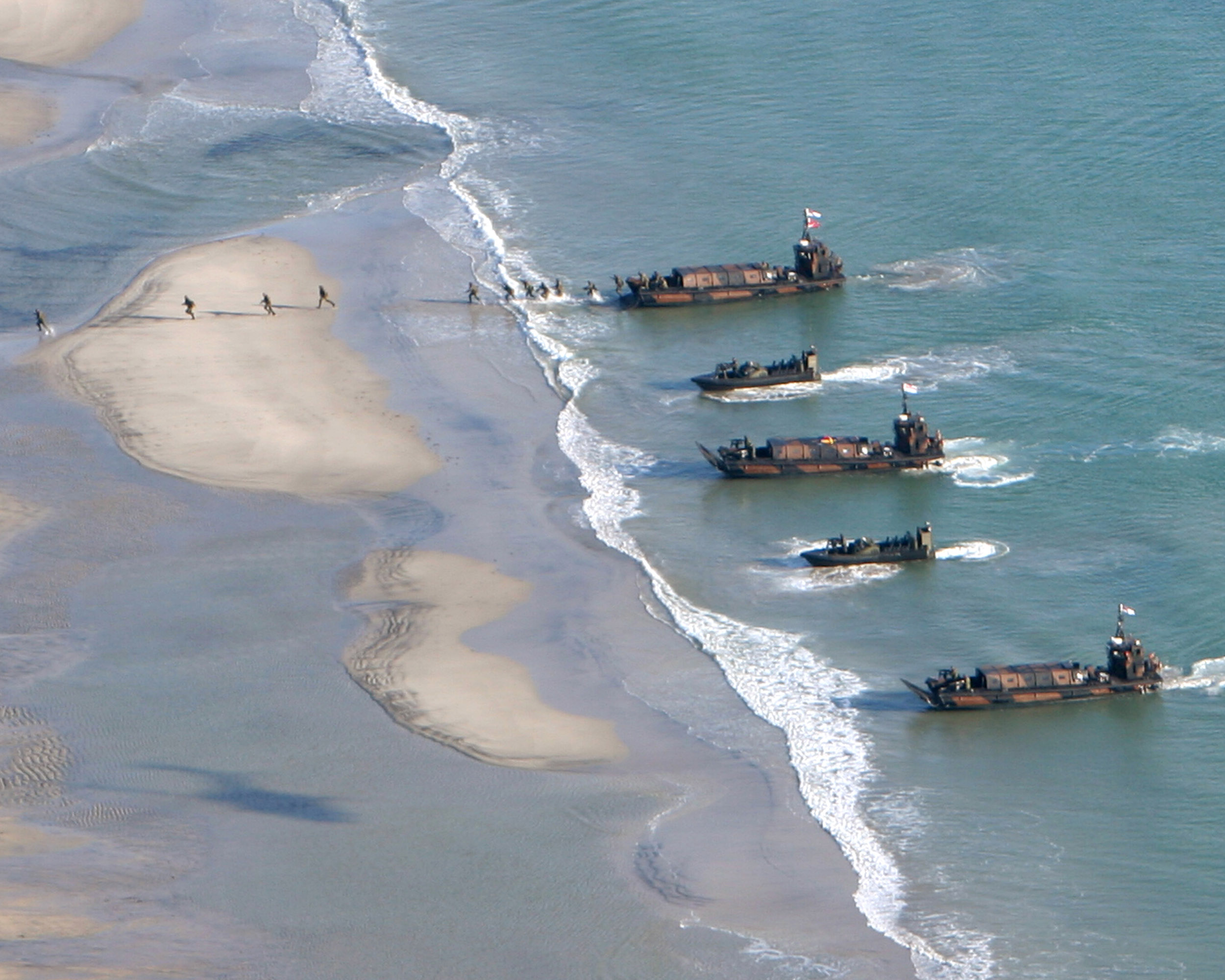
Un'esercitazione anfibia del 40 Commando in Cornovaglia

Nell'aprile del 1982 l'intera 3 Commando Brigade fu mobilitata per prendere parte all'operazione Corporate, la riconquista dell'arcipelago delle isole Falkland da poco occupato dall'Argentina: al suo primo impiego come forza unitaria dai tempi della crisi di Suez, la brigata fu rinforzata con l'aggregazione di reparti dell'esercito come il 2º e 3º Battaglione del Parachute Regiment, due troop di mezzi corazzati FV107 Scimitar e FV101 Scorpion del reggimento Blues and Royals e sezioni di forze speciali dello Special Air Service e dello Special Boat Squadron. Alle prime luci dell'alba del 21 maggio il 40 Commando e il 2º Battaglione paracadutisti stabilirono la prima testa di ponte sulle Falkland sbarcando nella baia di San Carlos (operazione Sutton); l'intera forza prese poi terra nei giorni successivi e, lasciato il 40 Commando a presidiare la testa di ponte e il 2º Battaglione paracadutisti a occuparsi degli argentini sul fianco meridionale a Goose Green, la brigata iniziò ad aprirsi la strada verso il capoluogo Port Stanley a est attraverso l'entroterra della Falkland Orientale, muovendo principalmente a piedi a causa della carenza di elicotteri causata dall'affondamento della Atlantic Conveyor. Nella notte tra l'11 e il 12 giugno la 3 Commando Brigade assalì alcune strategiche posizioni argentine sulle alture a ovest di Port Stanley: mentre il 3º Battaglione paracadutisti attaccava il Monte Longdon, il 45 Commando guidò la conquista di Monte Harriet e il 42 Commando prese le Two Sisters, spezzando la principale linea di resistenza argentina. Port Stanley capitolò la sera del 14 giugno, sancendo la fine della guerra.
Rientrata dalle Falkland, la 3 Commando Brigade continuò con gli spiegamenti all'estero delle sue componenti in appoggio alle varie missioni condotte dalle forze britanniche ovunque nel modo: nel 1983 il 40 Commando tornò a Cipro per un turno di servizio in seno alla forza di pace delle Nazioni Unite, mentre tra il 1985 e il 1993 tutti e tre i Commando furono fatti ruotare nel contingente britannico assegnato alla protezione del Belize.

### Anni 1990-2000: Iraq e Afghanistan

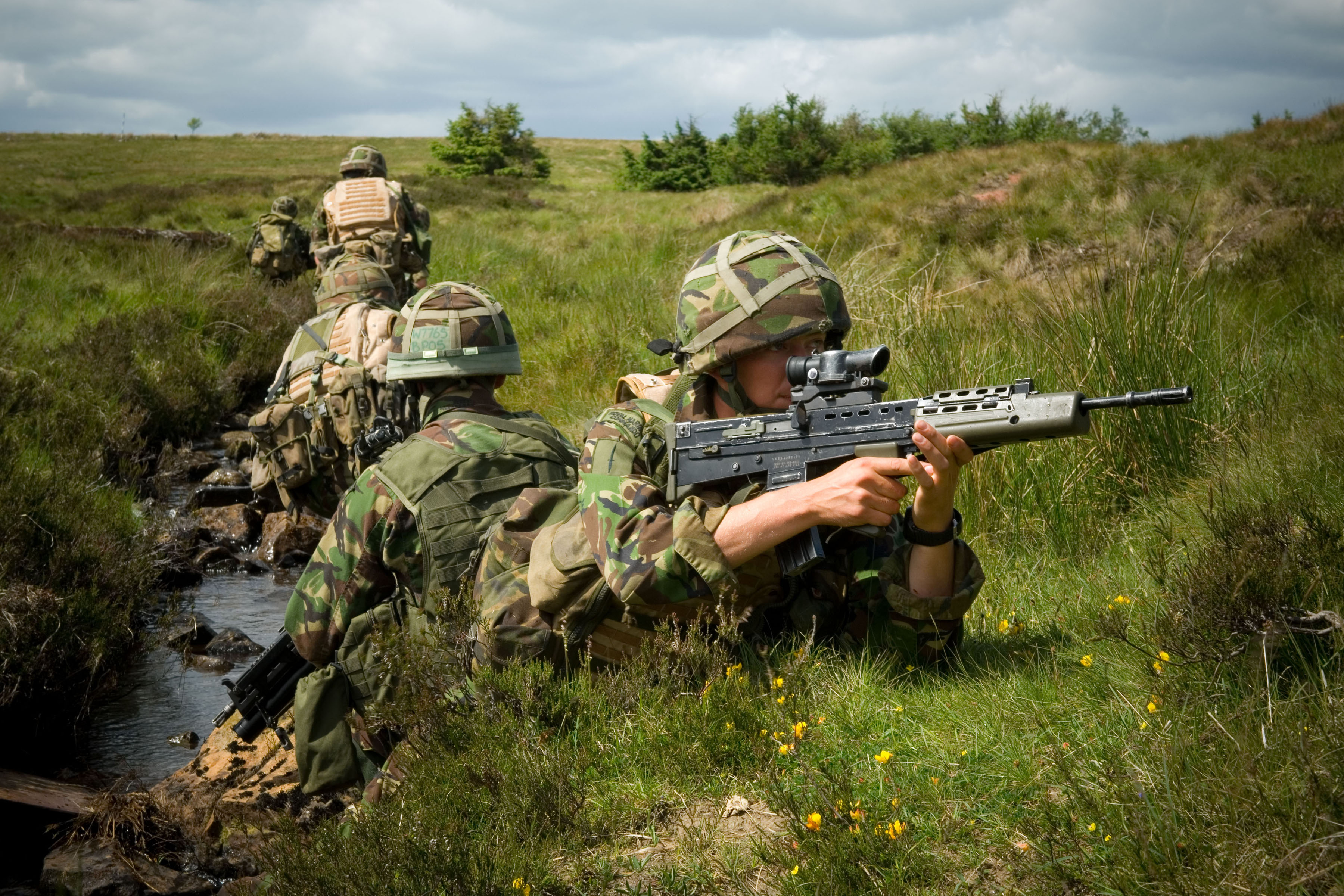
Una compagnia del 42 Commando in addestramento nelle campagne del Regno Unito. Il soldato in primo piano impugna un fucile d'assalto Enfield SA-80

Allo scoppio della guerra del golfo nel 1990 il quartier generale della brigata con il 40 e il 45 Commando fu trasferito nel sud-est della Turchia per fungere da forza di guardia del confine con l'Iraq; nel 1991 questo contingente fu impegnato nell'operazione Provide Comfort, fornendo assistenza umanitaria ai profughi curdi in fuga dalle persecuzioni del regime di Saddam Hussein. Il 45 Commando fu schierato come forza di protezione in Kuwait nel 1995, mentre nel 1996 il 40 Commando fu inviato a Kinshasa nella Repubblica Democratica del Congo per proteggere l'evacuazione di cittadini europei durante i convulsi eventi della prima guerra del Congo; nel 1998 il 45 Commando fu richiamato da una sessione addestrativa nella giungla del Belize per fornire assistenza umanitaria alle popolazioni di Honduras e Nicaragua colpite dal violento Uragano Mitch. All'inizio del nuovo millennio il 40 Commando fu inviato in Sierra Leone nell'ambito dell'operazione Palliser (l'intervento di una forza di pace britannica nella guerra civile sierraleonese), mentre il quartier generale della brigata e il 45 Commando fecero parte del contributo del Regno Unito alla missione KFOR in Kossovo.

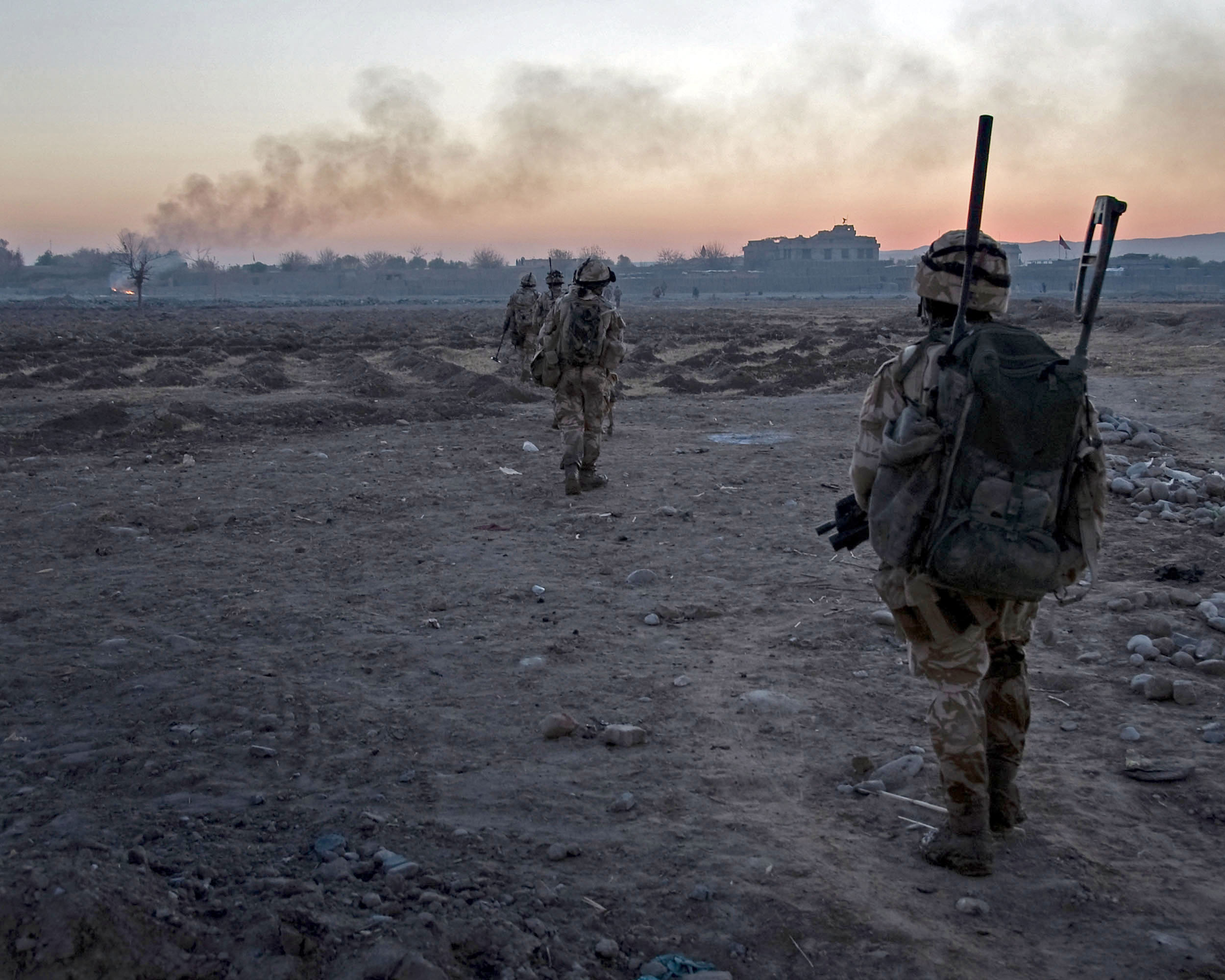
Membri del 45 Commando in azione in Afghanistan

La 3 Commando Brigade fornì vari contributi alle operazioni britanniche svolte nell'ambito della guerra in Afghanistan: il 40 Commando fu assegnato nel 2001 all'operazione Veritas, il contributo britannico al rovesciamento del regime dei talebani, ma non partecipò ad alcun combattimento, mentre nel marzo 2002 il 45 Commando vide l'azione nel corso dell'operazione Anaconda contro gli elementi di Al-Qaida nella provincia di Paktia nell'est del paese e dell'operazione Jacana nell'aprile-luglio seguente nelle provincie di Paktia e Khowst. La 3 Commando Brigade (meno il 40 Commando) tornò in Afghanistan nel 2006 come parte dell'operazione Herrick, il contributo britannico alla International Security Assistance Force della NATO: la brigata sostenne pesanti combattimenti contro i talebani e gli insorti locali nella provincia di Helmand nel sud del paese, fino al suo rientro nel Regno Unito nel 2007.
Nel marzo 2003 il quartier generale della brigata con il 40 e il 42 Commando e gli elementi di supporto fu assegnato all'operazione Telic, il contributo britannico all'invasione statunitense dell'Iraq di Saddam Hussein: la brigata condusse un'invasione anfibia delle zone costiere irachene nel sud-est del paese, conquistando le città di Al-Faw (20-24 marzo) e Umm Qasr (21-25 marzo) al termine di duri scontri con gli iracheni. Il contingente dei Royal Marines fu ritirato alla fine di maggio 2003, ma nel 2004 il 40 Commando tornò in Iraq per una serie di operazioni di sicurezza nella parte meridionale del paese, rientrando poi in patria nel 2005.

## Organizzazione

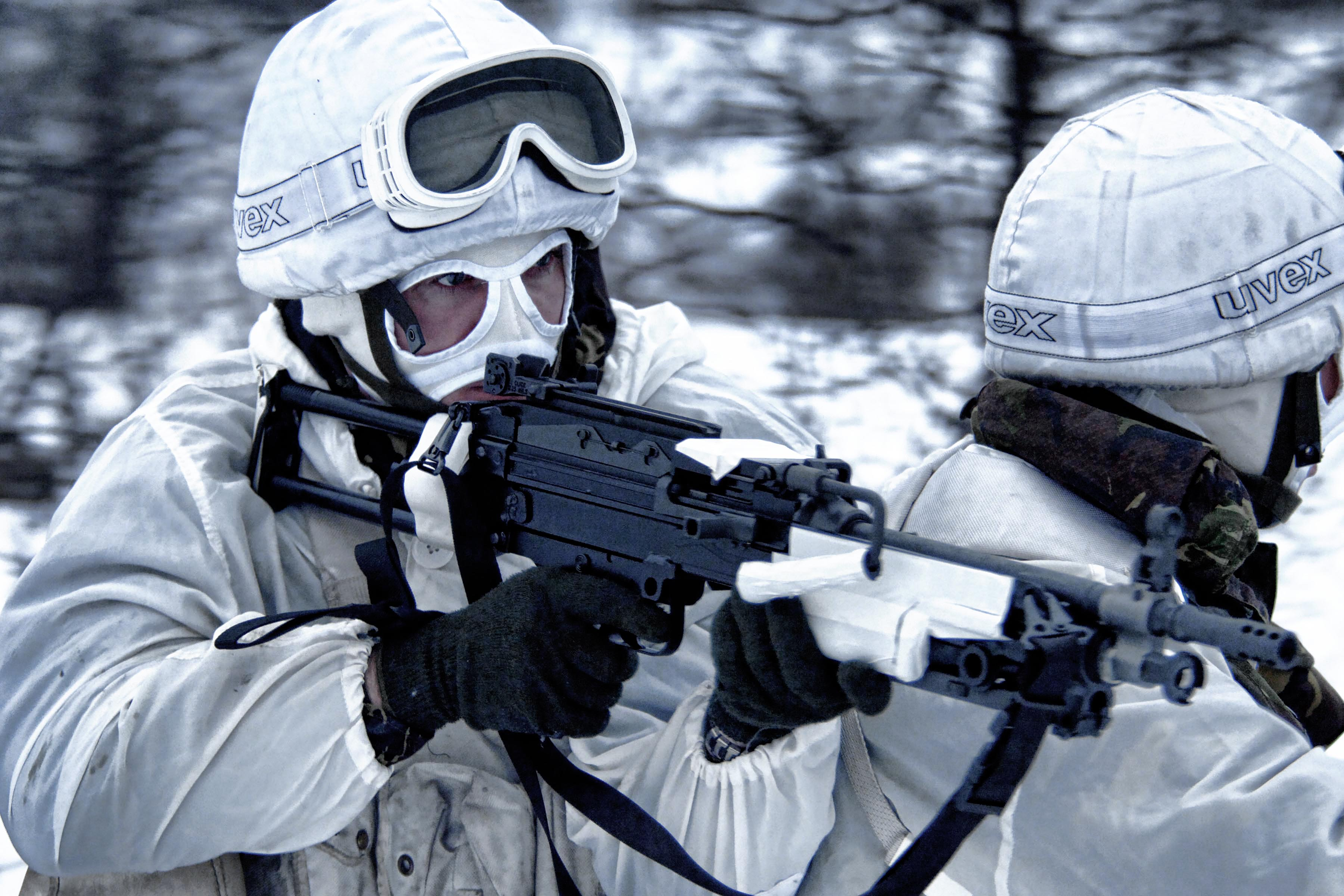
Royal Marines durante un'esercitazione invernale in Norvegia

La "3 Commando Brigade" è una brigata di fanteria leggera, dotata di un particolare addestramento specialistico da forze per operazioni speciali: oltre che essere addestrata per i compiti tradizionali dei reparti di Royal Marines come le operazioni anfibie e gli attacchi elitrasportati, la brigata è la principale formazione delle forze armate britanniche addestrata alla guerra in ambiente montuoso e artico. La forza della brigata ammonta a circa 6.550 uomini, in maggioranza membri dei Royal Marines ma con aggregate anche reparti del British Army e della Fleet Air Arm della Royal Navy: tutti i membri dei reparti terrestri, comunque, sono addestrati come commando.
La brigata è gerarchicamente subordinata al Commandant General Royal Marines, il comando generale del corpo dei Royal Marines; il quartier generale della brigata è sempre alle Stonehouse Barracks di Plymouth, ma i suoi elementi sono disseminati in varie sedi distaccate nell'Inghilterra meridionale e in Scozia.

### Reparti

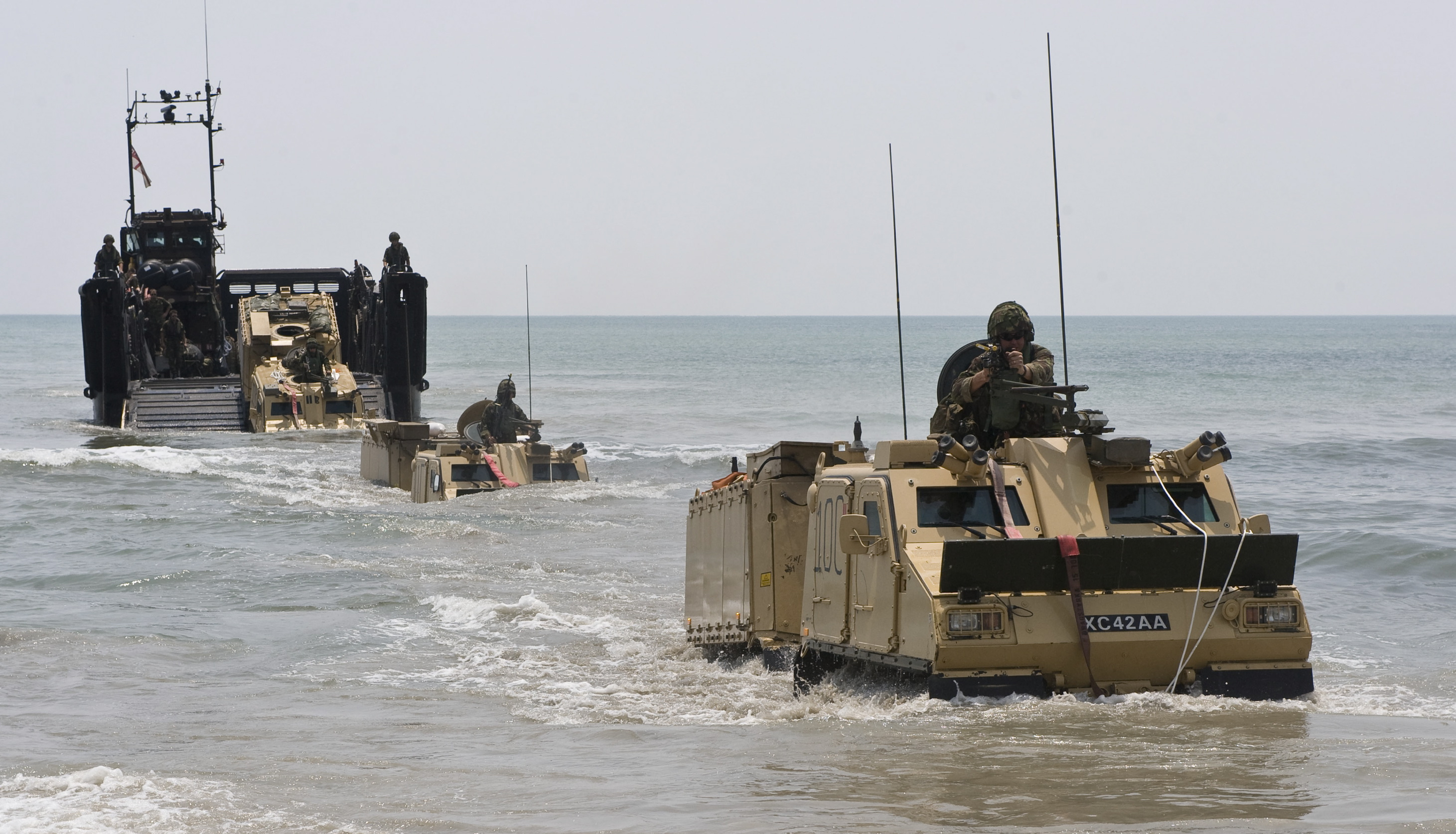
BvS 10 "Vikings" del 42 Commando prendono terra durante un'esercitazione anfibia

Le unità provenienti dai Royal Marines comprendono:
- tre battaglioni combattenti di fanteria di marina:
  - il 40 Commando (con sede al Norton Manor Camp, Taunton),
  - il 42 Commando (Bickleigh Barracks, Plymouth)
  - il 45 Commando (RM Condor, Arbroath);
- il 43 Commando Fleet Protection Group Royal Marines (HMNB Clyde, Argyll e Bute), battaglione di fanteria di marina addestrato per operazioni di antiterrorismo;
- il 30 Commando Information Exploitation Group (Stonehouse Barracks, Plymouth), battaglione di ricognizione, intelligence, sorveglianza e acquisizione bersagli,
- il 539 Assault Squadron Royal Marines (HMNB Devonport, Plymouth), squadrone di supporto di mezzi anfibi,
  - il Royal Marines Armoured Support Group, distaccamento di mezzi corazzati terrestri dotato di veicoli BvS 10 "Vikings",
- il Commando Logistic Regiment (Royal Marines Base Chivenor, Braunton), reggimento logistico.

Le unità provenienti dal British Army comprendono:
- il 24 Commando Engineer Regiment (Royal Marines Base Chivenor, Braunton), reggimento di genieri da combattimento,
- il 29 Commando Regiment Royal Artillery (Cittadella di Plymouth, Plymouth), reggimento di artiglieria leggera dotato di cannoni L118 Light Gun,
- la 383 Commando Petroleum Troop (Stonehouse Barracks, Plymouth), troop logistica responsabile dei rifornimenti di carburante,

La Fleet Air Arm concorre alle operazioni della brigata con la Commando Helicopter Force (RNAS Yeovilton, Yeovil), elemento del Joint Helicopter Command composto da quattro squadroni elicotteri: l'845 e l'846 Naval Air Squadron di elicotteri medi con mezzi Westland Sea King e Merlin HC3, l'847 Naval Air Squadron di elicotteri leggeri e da ricognizione con mezzi Westland Lynx, e l'848 Naval Air Squadron da addestramento con elicotteri Sea King.